# Henriette Brunken
Henriette Brunken, genannt Henny Brunken, (* 8. Januar 1913 in Bremen; † 22. Dezember 1993 ebenda) war eine Deutsche, die im Zweiten Weltkrieg Jüdinnen half. Sie wurde als Gerechte unter den Völkern ausgezeichnet.

## Biografie
Brunken half im Winter 1944/45 zwei jungen Schwestern, eine von ihnen 17 Jahre alt, die sie als Zwangsarbeiterinnen bei Aufräumarbeiten auf einem Trümmergrundstück beobachtete, durch regelmäßige Lebensmittelzuwendungen. In Anbetracht von üblichen Denunzianten und harter Strafen bei Kontaktaufnahmen bedurfte es Mut und sie musste sehr heimlich agieren. Die beiden Schwestern überlebten bis zum Kriegsende und emigrierten dann nach Israel.
Brunken war verheiratet und hatte Kinder.

## Ehrungen
- 1968: Gerechte unter den Völkern der Holocaust-Gedenkstätte Yad Vashem
- 2021: Der Henny-Brunken-Weg in Bremen-Hemelingen, Ortsteil Hastedt erinnert an sie.[4]